# Lotyšská pomocná policie
Lotyšská pomocná policie (německy Lettische Hilfspolizei, lotyšsky Latviešu policijas bataljoni) byla paramilitární jednotka založená Němci během okupace Lotyšska v letech 1941 – 1944. Byla složena z útvarů pořádkové policie v říšském komisariátu Ostland, generální obvod Lettland, nejdříve z dobrovolníků a později z mobilizovaných mužů.

## Vznik a vývoj

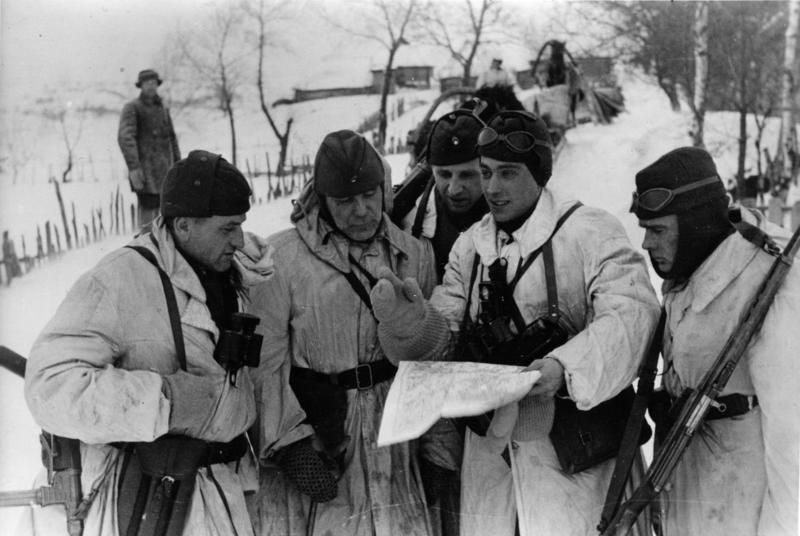
Štáb lotyšského Jagdkommanda (loveckého oddílu) vykonávajícího policejní povinnosti v týlu. Fotografie pořízena v březnu 1943.

Lotyšsko jako samostatný stát zaniklo po invazi Rudé armády v červnu 1940 a následně 5. srpna 1940 začleněním do SSSR jako Lotyšská sovětská socialistická republika. Po obsazení státu Sověty se bývalí příslušníci armády, ale i civilisté, zapojili do protisovětského odboje jako partyzáni zvaní Lesní bratři. Sovětské bezpečnostní síly na situaci reagovaly deportacemi, které postihly celkem 35 000 občanů Lotyšska. Po útoku Německa na SSSR dne 22. června 1941 došlo k rychlému obsazení baltských států. Dne 1. července 1941 do Rigy vstoupila německá armáda, když lotyšské protisovětské síly již hlavní město částečně osvobodily ze sovětské nadvlády díky povstání, které vypuklo dne 28. června 1941.
Rozkazem Wilhelma von Leeba, velitele skupiny armád Sever, ze dne 25. srpna 1941 bylo povoleno estonským, lotyšským a litevským občanům vstupovat do wehrmachtu nebo vytvářet dobrovolnické prapory k plnění bezpečnostních úkolů. Tímto rozkazem německé velení spustilo transformaci protisovětských partyzánských skupin v regulérní policejně-vojenské útvary. Po zkušenosti s okupací Lotyšska byl zájem dobrovolníků o vstup velmi vysoký, protože Lotyši příchod německé armády vnímali jako osvobození. Do policejních praporů se jako dobrovolníci přihlašovali také bývalí příslušníci sdružení Aizsargi. To byla polovojenská organizace v samostatném meziválečném Lotyšsku plnící policejní úkoly při zakročení proti banditům po občanské válce nebo ostraze hranice. Dalším zdrojem dobrovolníků byli dezertéři z 24. lotyšského střeleckého sboru Rudé armády. Počet litevských příslušníků dobrovolnických sil na straně Německa byl nejvyšší na počet obyvatel z baltských států.
Z dobrovolníků byly následovně formovány prapory Schuma, přičemž obvyklá síla praporu byla v rozmezí 500 – 550 příslušníků. Hlavním cílem policejních oddílů bylo zpočátku vyčistit území Lotyšska od zbytků útvarů Rudé armády nebo marodérů. Následně se cílem stali bývalí sovětští aktivisté a Židé. Policejní útvary byly vyzbrojeny a vystrojeny z trofejních československých zbraní a nárukavním znakem s nápisem LATVIA. Policejní náčelníci se zodpovídali německým velitelům.
Začátkem července 1941 v Rize vznikla jednotka pod vedením Viktora Arajse (německy Sonderkommando Arajs) pod přímým velením SD. Tato jednotka získala oficiální status jako jednotka pomocné policie a byla aktivně zapojena do vyvražďování Židů v Lotyšsku. Zúčastnila se Masakru v Rumbule, kde bylo v prosinci 1941 zavražděno 25 000 Židů. Jednotka vykonávala popravy a její příslušníci byli odměňováni věcmi zemřelých.
| „                                                                      | Konečně nadešel čas, kdy se téměř všechny národy Evropy naučily rozpoznat svého společného nepřítele – Žida. Téměř všechny národy Evropy zahájily válku proti tomuto nepříteli, a to jak na bitevním poli, tak ve vnitřním životě národů. A pro nás, Lotyše, tato chvíle nastala... | “ |
| — novinář Janis Martinsons, okupační noviny Tēvija (česky Vlast), 1941 | |   |

Dále také působila jako kárná jednotka v protipartyzánských operacích, jako byly Zimní kouzlo, Hornung a Svátky jara, za které jsou této jednotce připisovány mnohé válečné zločiny. Vojáci této jednotky se také podíleli na střežení koncentračních táborů. Po válce bylo v Sovětském svazu zadrženo a odsouzeno 344 bývalých členů této jednotky. Velitel Arais byl v roce 1979 v Německu odsouzen k doživotnímu vězení a zemřel ve vězení.
Další jednotka vznikla pod vedením Voldemārse Veisse, která sice formálně podléhala velení pomocné policie, ale ve skutečnosti byla řízena SD jako jednotka zvláštního určení. Veisse se také aktivně zapojil do formování dalších policejních praporů z titulu funkce bývalého náčelníka mobilizačního odboru lotyšské armády.
Pomocná policie v roce 1941 měla zhruba 7 500  příslušníků. Celkem bylo do konce roku 1941 zformováno 5 lotyšských praporů. Dne 11. února 1941 vydal vyšší vůdce SS a policie Friedrich Jeckeln výzvu k velké náborové akci do lotyšských policejních praporů, v jejímž důsledku bylo vytvořeno dalších 16 praporů. Jedním z hlavních lákadel pro nábor do praporů bylo zajištěné zásobování potravinami, protože v studené a hladové zimě na přelomu let 1941 – 1942 byla norma přídělu pro civilní obyvatelstvo v okupovaném Lotyšsku 250 gramů potravin denně. Palivové dříví bylo jen pro pracující, přičemž německé úřady vytvářely situaci, kdy zaměstnaných bylo minimum. Náborová kampaň přilákala značné množství mužů, které nikdo neseznámil s nutností účastnit se represí proti civilnímu obyvatelstvu.
Do konce roku 1943 bylo vytvořeno 45 lotyšských praporů. Jejich celková síla se odhadovala na 15 000 příslušníků. Tito měli za úkol chránit týl německých armád a bojovat proti partyzánům na území Ukrajiny nebo Běloruska. Některé z těchto útvarů operovaly na frontě v zóně skupiny armád Sever. 
V roce 1944 v lotyšských praporech sloužilo 12 186 příslušníků.

## Nasazení v oblastech a bojích
Jednou z prvních akcí 16. zemgalského policejního pluku byla v září 1941 razie proti litevskému obyvatelstvu s cílem zajistit podezřelé osoby a zabavit dobytek pro německé potřeby. Lotyši však nechtěli vůči Litevcům postupovat s potřebnou razancí, a proto byla akce neúspěšná. 
V prosinci 1941 17. prapor a v březnu 1942 21. prapor byly nasazeny na frontě u obléhaného Leningradu. 
Lotyšské policejní prapory se zúčastnily protipartyzánské operace Zimní kouzlo a podle hlášení velitelů praporů č. 276, 277, 278 a 279 tyto jednotky v akci zastřelily 875 banditů a jejich kompliců. Předaly 1 389 zadržených k prověření SD. Krom toho se podílely na vypálení 107 vesnic a 6 zemědělských usedlostí. Policejní prapory se také zúčastnily operace Hornung. 25. lotyšský policejní prapor byl také součástí sil provádějících operaci Rusalka.
Dne 1. srpna 1943 spojením čtyř praporů č. 277, 278, 312 a 276 vznikl 1. lotyšský dobrovolnický policejní pluk Riga. Začátkem listopadu 1943 byl tento pluk zařazen do bojů proti Rudé armádě u Něvelu. Za odvahu projevenou v zimních bitvách získalo jeho mužstvo právo nosit rukávové stuhy se jménem pluku. V březnu 1944 byl pluk z fronty stažen na zotavení.
V dubnu až květnu 1944 se lotyšské policejní prapory zúčastnily operace Svátky jara s cílem zničit partyzány v partyzánské zóně Polock – Lepel v Bělorusku, kde se podílely na válečných zločinech. K tomu zpráva důstojníka ROA uvádí:
| „ | 23. dubna 1944 jsem byl ve vesnici Moročkovo. Podařilo se mi promluvit lotyšsky s několika esesáky. Zeptal jsem se jednoho z nich, proč kolem vesnice leží mrtvoly zavražděných žen, starých lidí a dětí, stovky nepohřbených mrtvol a také mrtví koně. Odpověď byla: "Zabili jsme je, abychom zničili co nejvíce Rusů." | “ |
| — hlášení důstojníka pro zvláštní úkoly týlu Ruské osvobozenecké armády, poručíka V. Baltinse, 26. května 1944 | |   |

Vojáci dostávali denní žold 3,80 RM, velitel praporu 15,50 RM. Což bylo o mnoho více, než dostávali příslušníci Běloruské pomocné policie nebo Ukrajinské pomocné policie. Na stravné se vyplácelo 0,6 RM, pokud se voják stravoval na vlastní náklady. Pokud byl příslušník zabit, obdržela jeho rodina důchod od 43 RM do 144 RM měsíčně v závislosti na hodnosti a délce služby. Pokud se vyznamenal, německé úřady mu poskytly příděl zemědělské půdy.

## Lotyšské policejní prapory
V první polovině roku 1943 bylo šest praporů (č. 16, 18, 19, 21, 24, 26) spojeno do 19. granátnické divze SS (2. lotyšská). Dne 1. srpna 1943 byly čtyři prapory (č. 277, 278, 276, 281-A) sjednoceny do 1. policejního pluku v Rize (německy Lettisches Freiwilligen Polizei Regiment 1 Riga).
V únoru 1944 vznikly další 2 pluky – 2. liepajský z praporů č. 22, 25, 282-A a 280-B a 3. policejní pluk z praporů č. 317-F, 318-F a 321-F.   
Kromě níže uvedených praporů bylo v létě a na podzim roku 1943 z ruského obyvatelstva Lotyšska zformováno 7 pořádkových praporů (č. 283., 314., 315., 325. – 328.) bez jakékoli účasti Lotyšů. Tyto prapory na konci roku 1944 byly buď rozpuštěny, nebo převedeny do Německa.   
Mapu rozmístění všech praporů v září 1942 zobrazuje odkazovaný pramen. Lotyšská jazyková verze obsahuje bohatý fotografický materiál k tematice.    
| Číslo | Lotyššský název                               | Německý název                                       | Informace |
| ----- | --------------------------------------------- | --------------------------------------------------- | --- |
| 16.   | 16. Zemgales policijas bataljons              | 16. Schutzmannschaft Bataillon                      | Vznikl 28. července 1941. Velitelem byl do 12. prosince 1941 Kārlis Mangulis, po něm funkci převzal Rūdolfs Kociņš. Byl zformován v síle 66 důstojníků a 297 poddůstojníků a 130 vojáků. Zabýval se ostrahou železnic a sovětských zajatců. Zanikl zařazením 8. února 1943 do 19. granátnické divize SS (2. lotyšská) a nasazen na frontě. |
| 17.   | 17. Vidzemes policijas bataljons              | 17. Schutzmannschaft Bataillon                      | Vznikl 21. prosince 1941 v Rize s počátečním stavem 279 vojáků, 47 poddůstojníků a 10 vyšších důstojníků. Velitelelem byl Alfons Skrauja. Po ukončení výcviku začal sloužit v oblasti měst Polock a Vitebsk, byl přímo podřízen vrchnímu velení SS a policie. Jeho úkolem byly protipartyzánské operace jak v Bělorusku, tak na Ukrajině, a podílel se na represáliích proti židovskému obyvatelstvu. Každý člen praporu měl na rukávu pásky s barvami lotyšské státní vlajky. V květnu 1943 byl připojen k 25. Abavas policijas bataljons. |
| 18.   | 18. Kurzemes policijas bataljons              | 18. Schutzmannschaft Bataillon                      | Vznikl 21. října 1941. Velitelem byl Kārlis Bēms, poté se dne 13. ledna 1942 velitelem stal plukovník Arnold Kurše (po válce zemřel v sovětském táboře) a po něm 21. února 1942 Frīdrihs Rubenis (1945 zastřelen sovětských odstřelovačem). Prapor byl určen k protipartyzánskému boji. Mužstvo v počtu 395 osob, z toho 22 důstojníků a 75 poddůstojníků. Účastnil se protipartyzánské operace Riga, kde utrpěl těžké ztráty. Vojáci tohoto praporu se podíleli na masakrech na území Lotyšska a Běloruska a likvidaci ghetta ve městě Slonim. V květnu 1943 se prapor vrátil do Rigy v sestavě 14 vyšších důstojníků, 86 poddůstojníků a 501 vojáků. 1. června 1943 byl prapor rozpuštěn a znovu vytvořen jako 2. prapor, nejprve 43. pluku 2. lotyšské brigády SS a poté 2. dobrovolnického pluku SS 19. granátnické divize SS (2. lotyšská). V březnu 1961 byl v SSSR bývalí příslušníci této divize odsouzeni za válečné zločiny.  |
| 19.   | 19. Latgales policijas bataljons              | 19. Schutzmannschaft Bataillon                      | Vznikl 16. prosince 1941. Velitelem byl Kārlis Porietis, od 13. ledna 1942 Gustavs Praudiņš (zatčen za protiněmeckou činnost 7. srpna 1942, odsouzen k smrti, později propuštěn a vyznamenán Železným křížem a Německým křížem ve zlatě), po něm byl velitelem německý styčný důstojník kapitán Heifelds. Prapor byl určen k bojům proti partyzánům. U města Leningrad se dostala do bojů s Rudou armádou a ve frontovém nasazení již zůstal. 8. února 1943 zařazen do 2. lotyšské dobrovolnické brigády SS jako 2. prapor 42. pluku. |
| 20.   | 20-E. Rīgas policijas bataljons               | 20. Schutzmannschaft Bataillon                      | Vznikl 4. září 1941 v Rize. Velitelem praporu byl kapitán Kārlis Porietis, od 4. prosince 1941 do 13. ledna 1942 praporu velel Kārlis Bēms, pak se vrátil do funkce Porietis, dále od 11. března 1942 Oskars Tiltiņš, od října 1942 Pēteris Užāns. Vykonával především bezpečnostní službu nebo působil jako záložní jednotka. Jeho síla se pohybovala od 200 do 300 osob. Prapor střežil mosty přes Daugavu, sklady a přístav v Rize a také na ostraze ghetta v Rize. Dne 10. října 1944 prapor opustil Rigu před blížící se Rudou armádou. Při ústupu asi třetina stavu dezertovala. Zařazen 19. listopadu 1944 do 1. rižského lotyšského dobrovolnického policejního pluku jako IV. prapor. |
| 21.   | 21. Liepājas policijas bataljons              | 21. Schutzmannschaft Bataillon                      | Vznikl 25. února 1942 v Liepaji. Velitelem byl Teodors Rutulis. Dne 30. března 1942 odjel na frontu k Leningradu v sestavě 18 důstojníků, 84 poddůstojníků a 487 vojáků, kde prodělával bojový výcvik do začátku července 1942. Stejnokroje praporu byly z lotyšské armády. Zúčastnil se bojů na frontě až do začátku roku 1943, kdy svou činnost ukončil dne 8. února 1943 zařazením do 2. lotyšské dobrovolnické brigády SS jako 1. prapor 42. pluku. |
| 22.   | 22. Daugavas policijas bataljons              | 22. Schutzmannschaft Bataillon                      | Vznikl 25. února 1942 v Rize. Velitelem byl Kārlis Gerbers a po něm Hugo Vanags. Prapor vykonával strážní službu v Rize a 26. července byl odeslán do Varšavy k ostraze ghetta ve stavu 17 důstojníků, 61 poddůstojníků a 478 vojáků. Vykonával také eskortní službu z ghetta do koncentračního tábora Treblinka. Od roku 1943 vykonával strážní službu v zajateckých táborech. U Záporoží se střetl s Rudou armádou, utrpěl těžké ztráty. Od srpna 1943 vykonával strážní službu na stavbách opevnění. V srpnu 1943 se zapojil do protipartyzánských bojů. 7. ledna 1944 byl zařazen do 2. liepajského lotyšského dobrovolnického policejního pluku jako 1. prapor. |
| 23.   | 23. Gaujas policijas bataljons                | 23. Schutzmannschaft Bataillon                      | Vznikl 25. února 1942. Velitelem byl Kristaps Brigaders. Po zformování měl prapor stav 5 důstojníků, 67 poddůstojníků a 423 vojáků. Do května 1942 prapor prodělával bojový výcvik. Prapor vykonával v roce 1942 strážní službu při stavbě silnic na Ukrajině. V roce 1943 přemístěn do Záporoží, kde dohlížel na stavební práce na opevněních. Po přiblížení fronty byl koncem roku 1943 přesunut do Běloruska k bojům s partyzány. V lednu 1944 byl krátce na frontě, za které byl za nevyhovující výkony stažen. Po doplnění byl nasazen do bojů s partyzány a v sestavě německé 215. pěší divize znovu nasazen na frontě, kde utrpěl těžké ztráty. Svou činnost ukončil kapitulací dne 8. května 1945 v Kuronském kotli. |
| 24.   | 24. Talsu policijas bataljons                 | 24. Schutzmannschaft Bataillon                      | Vznikl 1. března 1942 v Liepaji. Velitelem byl Alfreds Jūlijs Vēveris, po něm Alfons Skrauja. Zpočátku vykonával strážní službu, poté byl nasazen od 6. června 1942 ve složení 16 důstojníků, 72 poddůstojníků a 387 vojáků do bojů proti sovětským partyzánům. Dne 5. listopadu 1942 byl nasazen na leningradské frontě. Zanikl 8. února 1943 zařazením do 2. lotyšské dobrovolnické brigády SS jako 1. prapor 43. pluku. |
| 25.   | 25. Abavas policijas bataljons                | 25. Schutzmannschaft Bataillon                      | Vznikl 6. března 1942. Velitelem byl Kārlis Plikausis. Po zformování měl prapor stav 15 důstojníků, 62 poddůstojníků a 389 vojáků. Prapor byl nasazen na Ukrajině, kde v boji se sovětskými partyzány utrpěl těžké ztráty. Prapor byl vystrojen do stejnokrojů německé polní policie se symbolem lotyšských barev. V prosinci 1943 byl prapor přemístěn do Lotyšska, kde byl v lednu 1944 připojen ke 2. policejnímu pluku Liepaja. |
| 26.   | 26. Tukuma policijas bataljons                | 26. Schutzmannschaft Bataillon                      | Vznikl 26. března 1942 ve městě Bauska. Velitelem byl Alfrēds Gredzens, po něm následovali Kārlis Aperāts a Karls Vihmans. Prapor používal uniformy a hodnostní označení lotyšské armády. Od června 1942 nasazen v Bělorusku ve stavu 473 osob. Prapor plnil strážní službu spojenou s ostrahou železnic, následně se zapojil do bojů se sovětskými partyzány. Od 23. listopadu 1942 byl nasazen na frontě pod velením německé 58. pěší divize. Zanikl 19. dubna 1943 zařazením do 2. lotyšské dobrovolnické brigády SS jako 2. prapor 43. pluku. |
| 27.   | 27. Burtnieku policijas bataljons             | 27. Schutzmannschaft Bataillon                      | Vznikl v březnu 1942. Velitel byl Kārlis Bēms, po něm následoval Kārlis Alfreds Zīverts. 15. května 1942 v sestavě z 20 důstojníků, 48 poddůstojníků a 437 vojáků byl prapor poslán na Ukrajinu, kde plnil strážní službu. Od 24. ledna 1943 se prapor zapojil do frontových bojů, kde utrpěl těžké ztráty po střetu se sovětskými tanky. Zanikl rozpuštěním v únoru 1943 a část bojeschopných mužů byla zařazena do 23. praporu. |
| 28.   | 28. Bārtas policijas bataljons                | 28. Schutzmannschaft Bataillon                      | Vznikl v únoru 1942 ve městě Liepaji. Velitel byl Kārlis Mūsiņš, po něm následovali Antons Grāmatiņš a Ernests Šmits. Prapor měl sloužit jako bezpečnostní prapor, ale ve městě již nebyli k dispozici bojeschopní muži. Proto byli do jeho sestavy zařazeni ranění, starší lidé a vojáci z jiných praporů. K 10. březnu 1942 měl prapor 8 důstojníků, 10 poddůstojníků a 106 vojáků. Do praporu byli proto odvedeni muži z okolí a jeho stav byl ke 2. červnu 1942 navýšen na 533 vojáků (52 vyšších důstojníků, 61 poddůstojníků a 420 vojáků). Od 30. června 1942 vykonával strážní službu v Krivém Rogu. Rudá armáda v roce 1943 prolomila frontu a překročila Dněpr. Prapor byl nasazen proti průlomu a zúčastnil se obranných bojů o Pavlograd, ve kterých utrpěl těžké ztráty. Zanikl rozpuštěním 15. července 1943 a jeho příslušníci byli zařazeni do 34. granátnického pluku SS 15. granátnické divize SS jako tzv. 3 prapor. |
| 266.  | 266-E. Rēzeknes policijas bataljons           | 266-E. Schutzmannschaft Bataillon                   | Vznikl 21. března 1942 v Rize. Velitel byl Osvalds Meija, po něm následovali Alfons Skrauja, Oskars Tiltiņš, Andrejs Tauriņš a Kārlis Gerbers. Byl vytvořen a využíván jako záložní a výcvikový prapor. Působil v Minsku, po 3. říjnu 1944 opustil Lotyšsko a v novém umístění byl využit ke sklizni brambor. Zanikl zařazením do 1. rižského lotyšského dobrovolnického policejního pluku 19. října 1944. |
| 267.  | 267. Rēznas policijas bataljons               | 267. Schutzmannschaft Bataillon                     | Vznikl v březnu 1942 ve městě Krāslava. Velitel byl Nikolajs Bebris, po něm následovali Nikolajs Pļavenieks a Ernests Voldemārs Birzietis. Založen byl jako prapor pro pořádkovou službu a jeho počáteční sestava byla 12 důstojníků, 43 poddůstojníků a 409 vojáků. V září 1942 se zapojil do boje se sovětskými diverzanty, bojoval s partyzány a poté byl nasazen na frontu, kde utrpěl značné ztráty. Po odchodu z fronty v roce 1944 sloužil jako ostraha železnice a po ústupu plnil roli pobřežní stráže. Svou činnost ukončil kapitulací dne 8. května 1945 v Kuronském kotli. |
| 268.  | 268-E. Ērgļu policijas bataljons              | 268-E. Schutzmannschaft Bataillon                   | Vznikl 16. března 1942 v Liepaji, kde vykonával strážní službu. Velitel byl kapitán Lagzdiņš, po něm následovali Jānis Rucelis a Aleksandrs Tomass. Prapor byl dále nasazen na strážní službu v okolí města Homel. Od 4. února 1943 sloužil jako ostraha zajatců, na podzim roku 1943 sloužil jako protipartyzánská jednotka v Polsku. Po návratu do Rigy zanikl zařazením do 2. liepajského lotyšského dobrovolnického policejního pluku dne 3. února 1944. |
| 269.  | 269-W. muitas (robežapsardzības) bataljons    | 269-W. Schutzmannschaft (Zollgrenzschutz) Bataillon | Vznikl 18. března 1942 jako pohraniční (celní) stráž. Byl přímo řízen německým velením. Posádkou byl v přístavních městech Lotyšska, kde byl také využíván jako pobřežní stráž. Celkový stav byl 497 mužů. Svou činnost ukončil kapitulací dne 8. května 1945 v Kuronském kotli. |
| 270.  | 270. Abrenes sapieru bataljons                | 270. Schutzmannschaft Bataillon                     | Vznikl 9. května 1942. Velitelem byl Pēteris Saulītis. Prapor fungoval jako sapérská (ženijní) jednotka a měl stav 11 důstojníků, 49 poddůstojníků a 543 vojáků. Brzy po svém vzniku se zapojil do bojových operací proti partyzánům. Na konci léta 1942 byl prapor zapojen do železničních stavebních prací v bezprostředním týlu fronty. 5. září 1943 byl připojen k německé 281. ženijní divizi a byl nasazen na frontě. Svou činnost ukončil kapitulací dne 8. května 1945 v Kuronském kotli. |
| 271.  | 271. Aizputes policijas bataljons             | 271. Schutzmannschaft Bataillon                     | Vznikl 9. června 1942 v Liepaji. Velitelem byl Jānis Baltakmenis, po něm následovali Aleksandrs Tomass, Verners Ādamsons a Alberts Kleinbergs. Po svém zformování měl prapor 20 důstojníků, 66 poddůstojníků a 369 vojáků. 11. září 1942 byl prapor převelen do boje s diverzanty a partyzány. V roce 1943 se zúčastnil operace Zimní kouzlo, kde se aktivně zapojil do represálií. Zanikl dne 15. července 1943 sloučením s 278. policejním praporem. |
| 271.  | 271. Valmieras policijas bataljons            | 271. Schutzmannschaft Bataillon                     | Vznikl 15. ledna 1943. Velitelem byl Jānis Avotiņš a po něm následoval Jānis Birzulis. Byl využíván k bojům s partyzány v okolí Minsku. Dne 23. prosince 1943 bylo 11 mužů praporu vyznamenáno Železným křížem, 10. února 1944 obdrželo toto vyznamenání dalších 5 vojáků praporu. Zanikl 19. října 1944 zařazením do 19. granátnické divize SS (2. lotyšská). |
| 272.  | 272. Daugavgrīvas policijas bataljons         | 272. Schutzmannschaft Bataillon                     | Vznikl 1. července 1942. Velitelem byl Kārlis Mangulis a po něm následoval Pēteris Ziediņš. V době vzniku měl prapor 6 důstojníků, 19 poddůstojníků a 317 vojáků bez předchozích služebních zkušeností. Prapor byl nasazen na ostrahu Varšavského ghetta a účastnil se bojů se sovětskými partyzány poblíž města Dněpropetrovsk. Zanikl zařazením do Lotyšské legie v únoru 1943. |
| 273.  | 273. Ludzas policijas bataljons               | 273. Schutzmannschaft Bataillon                     | Vznikl začátku července 1942 v Ludze. Velitelem byl Jānis Birzulis. Prapor tvořilo 12 důstojníků, 17 poddůstojníků a 146 vojáků. Od svého zformování byl nasazen do bojů se sovětskými partyzány. Od konce července 1942 vykonával strážní službu. V roce 1943 se zúčastnil operace Zimní kouzlo, kde se aktivně zapojil do represálií. Zanikl sloučením s 276. policejním praporem dne 15. července 1943. |
| 274.  | 274. latviešu kārtības dienesta bataljons     | 274. Schutzmannschaft Bataillon                     | Vznikl 1. října 1942 ve Varšavě oddělením z 272. policejního praporu ve složení 2 důstojníci, 14 poddůstojníků a 186 vojáků. Byl přesunut do města Babrujsk, kde se zapojil do bojů s partyzány, kde zůstal až do konce roku 1943. Dne 8. března 1944 byl přesunut do Rigy, kde vykonával strážní službu. Zanikl rozpuštěním v září 1944. |
| 275.  | 275. latviešu kārtības dienesta bataljons     | 275. Schutzmannschaft Bataillon                     | Vznikl dvakrát dne 16. října 1942 a znova 25. ledna 1943. Velitelem byl Aleksandrs Zaļais. Nezúčastnil se žádných bojů a hned v únoru 1943 byl zařazen do nově vytvořené 2. lotyšské brigády v počtu 5 důstojníků, 35 poddůstojníků a 160 vojáků. |
| 276.  | 276. Kuldīgas policijas bataljons             | 276. Schutzmannschaft Bataillon                     | Vznikl 7. prosince 1942 v Rize. Velitelem byl Osvalds Meija a po něm následoval Jānis Birzulis. Po svém zformování měl prapor 15 důstojníků, 60 poddůstojníků a 256 vojáků. Prapor vykonával strážní službu, část mužů byla převedena na frontu k Leningradu do 16. policejního praporu. V roce 1943 se zúčastnil operace Zimní kouzlo, kde se aktivně zapojil do represálií. Zanikl dne 11. srpna 1943 zařazením do 1. rižského lotyšského dobrovolnického policejního pluku jako 4. prapor. |
| 277.  | 277. Siguldas policijas bataljons             | 277. Schutzmannschaft Bataillon                     | Vznikl 7. prosince 1942 v Rize. Velitelem byl Juris Taube a jeho složení bylo 8 důstojníků, 114 poddůstojníků a 345 vojáků. Prapor vykonával službu pohraniční stráže, při jejímž výkonu docházelo k bojům se sovětskými partyzány. V roce 1943 se zúčastnil operace Zimní kouzlo, kde se aktivně zapojil do represálií. Zanikl dne 11. srpna 1943 zařazením do 1. rižského lotyšského dobrovolnického policejního pluku jako 1. prapor. |
| 278.  | 278. Dobeles policijas bataljons              | 278. Schutzmannschaft Bataillon                     | Vznikl 7. prosince 1942. Velitelem byl Ēvalds Vērsāns a po něm následoval Alberts Kleinbergs. Po svém zformování měl prapor stav 19 důstojníků, 94 poddůstojníků a 313 vojáků. Prapor vykonával službu pohraniční stráže, při jejímž výkonu docházelo k bojům se sovětskými partyzány. V roce 1943 se zúčastnil operace Zimní kouzlo, kde se aktivně zapojil do represálií. Dne 15. července 1943 k němu byl přidán 271. prapor. Zanikl dne 11. srpna 1943 zařazením do 1. rižského lotyšského dobrovolnického policejního pluku jako 2. prapor. |
| 279.  | 279. Cēsu policijas bataljons                 | 279. Schutzmannschaft Bataillon                     | Vznikl 4. ledna 1943. Velitelem byl Oskars Tiltiņš. Již dne 25. ledna 1943 byl rozpuštěn a jeho personál byl rozdělen mezi 275., 276., 278. a 271. policejní prapor. |
| 280.  | 280. Bolderājas policijas bataljons           | 280. Schutzmannschaft Bataillon                     | Vznikl 23. ledna 1943 v Rize, byl zformován pouze za účelem účasti na operaci Zimní kouzlo v počtu 31 důstojníků, 245 poddůstojníků a 362 vojáků. Velitelem byl Kārlis Lobe. Rozpuštěn 9. dubna 1943. |
| 280.  | 280-A. latviešu policijas bataljons           | 280-A. Schutzmannschaft Bataillon                   | Vznikl 5. května 1943. Velitelem byl Kārlis Deksnis a po něm následoval Eduards Hermanis Ozoliņš. Stav praporu 24 důstojníků a 608 vojáků. Prapor měl na starosti pořádkovou službu na venkově a ostrahu železnice. Rozpuštěn 2. srpna 1943. |
| 280.  | 280-B. latviešu policijas bataljons           | 280-B. Schutzmannschaft Bataillon                   | Vznikl 2. srpna 1943 v Rize v sestavě 25 důstojníků, 139 poddůstojníků a 439 vojáků. Velitelem byl Eduards Hermanis Ozoliņš, po něm následovali Fricis Nātiņš a Ansis Voldemārs Eglītis. Prapor byl zapojen do protipartyzánských akcí a po přiblížení fronty se účastnil bojů. 12. ledna 1944 ve frontových bojích utrpěl značné ztráty. Zanikl zařazením do 2. liepajského lotyšského dobrovolnického policejního pluku dne 4. února 1944. |
| 281.  | 281. Abrenes policijas bataljons              | 281. Schutzmannschaft Bataillon                     | Vznikl 23. ledna 1943 v Rize, byl zformován pouze za účelem účasti na operaci Zimní kouzlo v počtu 48 důstojníků, 224 poddůstojníků a 362 vojáků. Velitelem byl Voldemārs Veiss. Prapor rozpuštěn 9. dubna 1943. |
| 281.  | 281-A. latviešu policijas bataljons           | 281-A. Schutzmannschaft Bataillon                   | Vznikl 15. května 1943 v sestavě 15 důstojníků, 68 poddůstojníků a 405 vojáků. Velitelem byl Kārlis Mihelsons. Prapor měl na starosti ostrahu železnice. Zanikl zařazením do 1. rižského lotyšského dobrovolnického policejního pluku 11. srpna 1943. |
| 282.  | 282. Ventas policijas bataljons               | 282. Schutzmannschaft Bataillon                     | Vznikl 5. března 1943 v Rize, byl zformován za účelem podpory probíhající operace Zimní kouzlo, do které se zapojil dne 13. března 1943 v počtu 18 důstojníků, 142 poddůstojníků a 306 vojáků. Po ukončení operace vykonával strážní službu. Velitelem byl Jānis Zilvers a po něm následoval Jānis Nikāns. Zanikl 15. července 1943 rozpuštěním a muži byli zařazeni do 277. praporu. |
| 282.  | 282-A. latviešu policijas bataljons           | 282-A. Schutzmannschaft Bataillon                   | Vznikl 2. srpna 1943 v Rize v sestavě 24 důstojníků, 114 poddůstojníků a 461 vojáků. Velitelem byl Alfrēds Jumis, po něm následovali Krišs Blitte a Voldemārs Grāvelis. Prapor byl zapojen do protipartyzánských akcí a po přiblížení fronty se účastnil bojů. 12. ledna 1944 ve frontových bojích utrpěl značné ztráty. Zanikl zařazením do 2. liepajského lotyšského dobrovolnického policejního pluku dne 4. února 1944. |
| 317.  | 317-F. latviešu policijas bataljons           | 317-F. Schutzmannschaft Bataillon                   | Vznikl 18. října 1943 z 266. praporu v sestavě 5 důstojníků, 26 poddůstojníků a 150 vojáků. Velitelem byl Žanis Krūmiņš. Prapor vykonával strážní službu. Zanikl zařazením do 3. lotyšského dobrovolnického policejního pluku 14. února 1944. |
| 318.  | 318-F. latviešu policijas bataljons           | 318-F. Schutzmannschaft Bataillon                   | Vznikl 25. října 1943 v sestavě 26 důstojníků, 141 poddůstojníků a 488 vojáků. Velitelem byl Augusts Dzenītis. Prapor byl zapojen do protipartyzánských akcí v okolí města Polock. Zanikl zařazením do 3. lotyšského dobrovolnického policejního pluku 14. února 1944. |
| 319.  | 319-F. latviešu policijas bataljons           | 319-F. Schutzmannschaft Bataillon                   | Vznikl 25. října 1943 v Rize v sestavě 15 důstojníků, 125 poddůstojníků a 466 vojáků. Velitelem byl Voldemārs Ginters a po něm následoval Oskars Tiltiņš. Prapor vykonával ostrahu železnice a byl zapojen do protipartyzánských akcí. Po přiblížení fronty byl nasazen do bojů s Rudou armádou, ve kterých utrpěl těžké ztráty. Poté vykonával strážní službu. Svou činnost ukončil kapitulací dne 8. května 1945 v Kuronském kotli. |
| 320.  | 320-W. latviešu policijas (sardzes) bataljons | 320-W. Schutzmannschaft Bataillon                   | Vznikl 1. prosince 1943 v Rize. Velitelem byl Osvalds Meija a po něm následoval Aleksandrs Lēvings. Zanikl rozpuštěním 20. září 1944. |
| 321.  | 321-F. latviešu policijas bataljons           | 321-F. Schutzmannschaft Bataillon                   | Vznikl 22. prosince 1943. Velitelem byl Pēteris Penčuks. Prapor byl zapojen do protipartyzánských akcí. Zanikl 14. února 1944 zařazením do 3. lotyšského dobrovolnického policejního pluku jako 3. prapor. |
| 322.  | 322-F. latviešu policijas bataljons           | 322-F. Schutzmannschaft Bataillon                   | Vznikl 23. července 1944 v sestavě 26 důstojníků, 141 poddůstojníků a 488 vojáků. Velitelem byl Kārlis Gerbers a po něm následoval Alfons Ķikuts. Prapor byl po svém zformování zapojen do obrany u řeky Mūša a dalších bojů, ve kterých utrpěl těžké ztráty. Po stažení z fronty se podílel na výstavbě opevnění na řece Venta. Svou činnost ukončil kapitulací dne 8. května 1945 v Kuronském kotli. |